# Спасское (Сямженский район)
Спасское — упразднённая деревня в Сямженском районе Вологодской области.
Входит в состав Житьёвского сельского поселения, с точки зрения административно-территориального деления — в Филинский сельсовет. Позже в состав Ногинского сельского поселения.
Расстояние до районного центра Сямжи по автодороге — 25 км, до центра муниципального образования Житьёва по прямой — 12 км. Ближайшие населённые пункты — Подлесная, Корниловская, Филинская.
По данным переписи в 2002 году постоянного населения не было.
9 мая 2020 года была упразднена.